# Nowa Wieś Grodziska
Nowa Wieś Grodziska – wieś w Polsce położona w województwie dolnośląskim, w powiecie złotoryjskim, w gminie Pielgrzymka, na Pogórzu Kaczawskim w Sudetach.

## Podział administracyjny
W latach 1975–1998 miejscowość administracyjnie należała do województwa legnickiego.

## Demografia
Według Narodowego Spisu Powszechnego (III 2011 r.) liczyła 797 mieszkańców. Jest drugą co do wielkości miejscowością gminy Pielgrzymka.

## Zabytki
Do wojewódzkiego rejestru zabytków wpisane są:
- kościół ewangelicki ucieczkowy, obecnie rzymskokatolicki, pw. Matki Bożej Anielskiej, zabytkowy z XV w., lata 1704-1708
- cmentarz ewangelicki, obecnie rzymskokatolicki, parafialny, z drugiej połowy XVIII w.
- park, powstały po 1860 r., zmiany do XX w. W parku ulokowanych jest 10-11 poniemieckich grobowców, do niedawna bardzo zaniedbanych, odnowionych ostatnio w ramach prac publicznych przez miejscową młodzież

inne zabytki:
- pałacyk; według miejscowych przekazów pałac połączony był podziemnym korytarzem z zamkiem w sąsiednim Grodźcu
- przedwojenne budynki ulokowane w pobliżu pałacu, użytkowane w latach powojennych przez PGR
- kilka pomników przyrody, w tym liczący już ponad 400 lat dąb
- poniemiecki bunkier znajdujący się w lasach należących do tej wsi
- Akta gminy Nowa Wieś Grodziska, pow. złotoryjski, z lat 1580–1881 - akta zespołu archiwalnego znajdujące się w Archiwum Państwowym we Wrocławiu, Oddział w Legnicy. Zawartość zespołu to: sprawy gruntowe 1580–1838, sygn. 1-6; sporne sprawy majątkowe 1756–1830, sygn. 7-8; sprawy uwłaszczeniowe 1825–1871, sygn. 9-10; kontrybucje, podatki, daniny 1735–1866, sygn. 11; wykaz koni w gminie Nowa Wieś 1863, sygn. 12; sprawy opiekuńcze, sprawy biednych 1622–1852, sygn. 13-14; sprawy sądowe 1626–1845, sygn. 15-17; finanse gminne 1720–1881, sygn. 18-23; historia Zamku Grodziec 1823, sygn. 24 (źródło: Archiwum Państwowe we Wrocławiu, Oddział w Legnicy, inwentarz zespołu)